# Fuori dal mondo
Fuori dal mondo är en italiensk dramafilm från 1999 i regi av Giuseppe Piccioni.

## Utmärkelser
Filmen vann priset David di Donatello för bästa film 1999.

## Roller (urval)
- Margherita Buy – syster Caterina
- Silvio Orlando – Ernesto
- Giuliana Lojodice – Caterinas mor
- Marco Cocci – Tommaso Paladini
- Sonia Gessner – abedissan
- Chantal Ughi – Simona
- Fabio Sartor – Ernestos vän
- Marina Massironi – Marina